# شانون باکس
شانون لی باکس (به انگلیسی: Shannon Leigh Boxx) (زاده ۱۹۷۷ در کالیفرنیا) بازیکن فوتبال اهل ایالات متحده آمریکا است.
وی همراه با تیم ملی فوتبال زنان ایالات متحده آمریکا در بازی‌های المپیک تابستانی ۲۰۰۴ برندهٔ مدال طلای این رقابت‌ها شد. در سال‌های ۲۰۰۳ و ۲۰۰۷ برای تیم ملی آمریکا در جام جهانی فوتبال زنان بازی کرد.
او در پست هافبک برای تیم مجیک جک بازی می‌کند.